# Dioscorea longicuspis
Dioscorea longicuspis är en enhjärtbladig växtart som beskrevs av Reinhard Gustav Paul Knuth. Dioscorea longicuspis ingår i släktet Dioscorea och familjen Dioscoreaceae. Inga underarter finns listade i Catalogue of Life.